# فتح أباد (بيرتاج)
فتح أباد (بالفارسية: فتح‌آباد) هي قرية تقع في إيران في قسم بیرتاج الريفي. يقدر عدد سكانها بـ 121 نسمة .